# Мухоловка темноголова
Мухоло́вка темноголова (Ficedula buruensis) — вид горобцеподібних птахів родини мухоловкових (Muscicapidae). Ендемік Індонезії.

## Підвиди
Виділяють три підвиди:
- F. b. buruensis (Hartert, E, 1899) — острів Буру;
- F. b. ceramensis (Ogilvie-Grant, 1910) — острови Серам і Келанґ[en];
- F. b. siebersi (Hartert, E, 1924) — острів Кай-Бесар[en].

## Поширення і екологія
Темноголові мухоловки мешкають на Молуккських островах. Вони живуть у вологих рівнинних тропічних лісах. Живляться переважно комахами.